# ᵸ
Cette page contient des caractères spéciaux ou non latins. S’ils s’affichent mal (▯, ?, etc.), consultez la page d’aide Unicode.
Ne doit pas être confondu avec ᴴ.
ᵸ, appelée enne en exposant, enne supérieur ou lettre modificative cyrillique enne, est un symbole phonétique et un graphème utilisé dans l’écriture de l’akhvakh, du bejta et du hunzib. Il est formé de la lettre cyrillique enne ‹ н › mise en exposant.

## Utilisation
L’enne en exposant est utilisé pour indiquer la nasalisation dans l’orthographe hunzib du dictionnaire hunzib-russe de Khalilov et Isakov publié en 2001, ou dans l’orthographe bejta,.
En akhvakh, l’enne est exposant est par exemple utilisé dans l’orthographe du dictionnaire akhvakh-russe de 2007.

## Représentations informatiques
La lettre lettre modificative h peut être représenté avec les caractères Unicode suivants (Latin étendu – supplément phonétique) :
| formes       | représentations | chaînes de caractères | points de code | descriptions                       |
| ------------ | --------------- | --------------------- | -------------- | ---------------------------------- |
| modificative | ᵸ               | ᵸ                     | U+1D78         | lettre modificative minuscule enne |